# William R. Tolbert junior

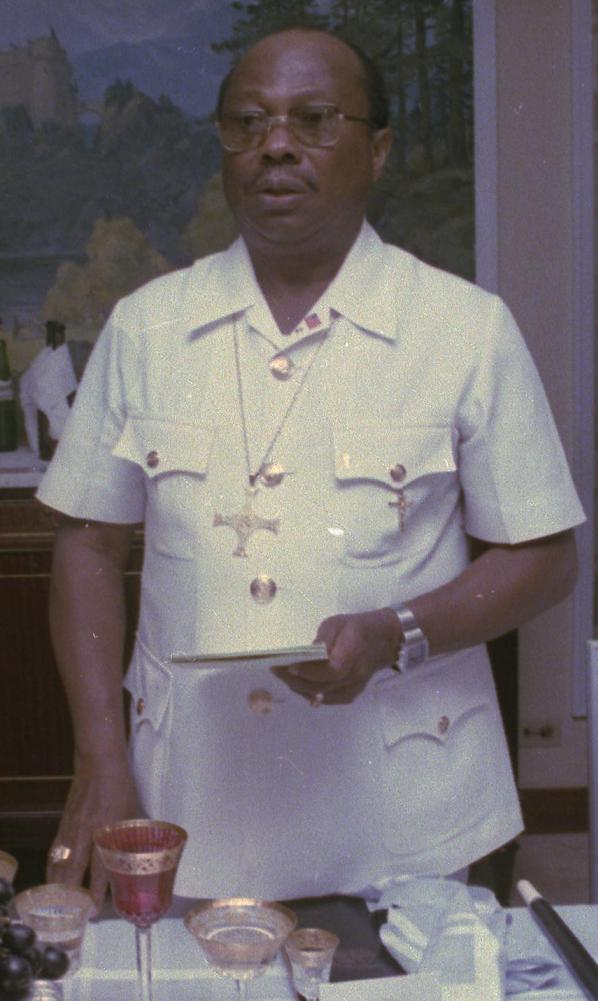
William Tolbert (1978)

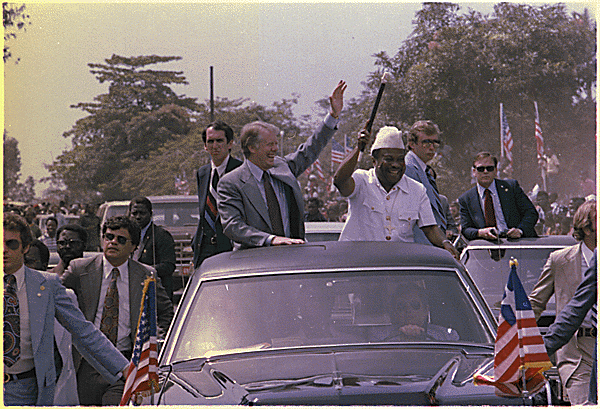
Jimmy Carter und William Tolbert am 3. April 1978

William Richard Tolbert, Jr. (* 13. Mai 1913 in Bensonville, Liberia; † 12. April 1980) war von 1971 bis 1980 20. Staatspräsident von Liberia. Von 1965 bis 1970 wirkte er als Präsident des Baptistischen Weltbundes und bekleidete damit das höchste kirchliche Amt dieser Freikirche.

## Leben
Tolbert war von 1955 bis 1971 Vizepräsident und von 1971 bis 1980 Präsident. Sein Vorgänger (1944 bis 1971) war William V. S. Tubman. Tolbert wurde bei einem Militärputsch unter Führung Samuel K. Does von diesem ermordet. Nach seinem Tod war eine Militärregierung unter Doe an der Macht.
Tolbert kam für die True Whig Party, die damals einzige Partei Liberias, an die Macht. Nach Antritt seiner Präsidentschaft initiierte Tolbert einige liberale Reformen. Unter anderem ließ er mit der Progressive Alliance of Liberia die erste Oppositionspartei seit 125 Jahren zu.
Gleichzeitig verschärften sich unter ihm die starken ökonomischen Unterschiede zwischen der ameriko-liberianischen Führungsschicht und den Einheimischen. Als es am 14. April 1979 in Monrovia zu einer Demonstration gegen gestiegene Reispreise kam, ließ er die Demonstranten niederschießen, etwa 70 Menschen starben. Die anschließenden Unruhen führten zu einem Putsch unter Samuel K. Doe. Tolbert wurde getötet, sein zerstückelter Leichnam in ein Massengrab geworfen und von wütenden Liberianern mit Steinen beworfen. Die politische Dominanz der Ameriko-Liberianer im Land war damit beendet.